# Allan Marquand
Allan Marquand (* 1853; † 1924) lehrte erst Logik und später Kunstgeschichte an der Princeton University. Neben Kunstgeschichte studierte er Theologie und Philosophie.
Allan Marquand war der Sohn von Henry Gurdon Marquand (1819–1902) und dessen Ehefrau Elizabeth Allen Marquand.
Zwischen 1874 und 1881 – eine genauere Datierung ist nicht möglich – entwickelte er eine mechanische logische Maschine und 1885 schlug er vor, eine elektrische logische Maschine zu bauen. Es ist zwar unbekannt bzw. sogar fraglich, ob er seine elektrische Maschine verwirklichen konnte, aber die Idee, logische Operationen durch elektrische Schaltungen zu realisieren, scheint ihm zuzukommen, auch wenn er die Anregung dazu von seinem Lehrer, dem Philosophen Charles Sanders Peirce, bekommen haben dürfte.
1917 wurde Marquand in die American Academy of Arts and Sciences gewählt.